# 国鉄シキ20形貨車
国鉄シキ20形貨車（こくてつシキ20がたかしゃ）は、1937年（昭和12年）7月12日に1両のみ川崎造船所（後の川崎重工業、鉄道車両部門は川崎重工業車両カンパニー）で製造された、50 トン積み落し込み式大物車である。神戸製鋼所所有の私有貨車で、鉄道省（後に日本国有鉄道）に車籍編入された。神戸製鋼所が製造している海軍の潜水艦用ディーゼルエンジンを、造船を担当している川崎造船所まで輸送するために製造された。
外形は魚腹形台枠を備えた長物車のような構造である。全長は14,860 mm（車体長14,000 mm）で、車体中央部に穴が開けられており、ここに貨物を落し込んで積載する構造であった。台車は釣合梁式の三軸ボギー台車を2基備えており、KD254形のブレーキを備えていた。また、特認を得て660 mmの小径車輪を使用していたことが大きな特徴で、これにより台枠の高さを959 mmと低く抑えていた。特認の関係上、小野浜駅 - 神戸港駅間に運用が限定されていた。
常備駅は当初小野浜駅で、神戸港駅を経て高砂駅へ移動した。1961年（昭和36年）10月19日に廃車となった。